# Kaple Pazziů
Kaple Pazziů (italsky Cappella dei Pazzi) ve Florencii je jedním z mistrovských děl renesanční architektury. Nachází se v „prvním klášteře“ Basiliky di Santa Croce. Ačkoli byly finance na stavbu shromážděny roku 1429 Andreou Pazzim, hlavou rodiny Pazziů, jež byla nejbohatší ve Florencii hned po Medicejských, nezapočala výstavba dříve než roku 1441. V 60. letech 15. století byla kaple hotova. Pracoval na ní mistr Filippo Bruneleschi.